# HD 206040
HD 206040，又名BD+53 2659，SAO 33596、HR 8275，是一颗恒星，视星等为6.15，位于銀經96.86，銀緯1.29，其B1900.0坐标为赤經21h 34m 18.9s，赤緯+53° 1.29′ 31″。